# Izumo (1900)
El Izumo (出雲) fue un crucero acorazado de la Armada Imperial Japonesa. Portó su nombre en honor a la provincia de Izumo, una de las antiguas provincias de Japón que en la actualidad correspondería a la parte oriental de la prefectura de Shimane. Su buque gemelo era el Iwate.
El Izumo fue uno de los seis cruceros acorazados encargados a astilleros extranjeros a finales del siglo XIX como parte del "Programa Seis-Seis" (Seis acorazados-Seis cruceros) encargados para ser la espina dorsal de la Armada Imperial Japonesa. Fue construido por el astillero Armstrong Whitworth en el Reino Unido.

## Historial de servicio
La construcción del Izumo finalizó el 25 de septiembre de 1900, partiendo hacia Japón el 2 de octubre, bajo el mando del capitán Inoue Toshio, que fue confirmado en su puesto tras la arribada a Yokosuka, el 8 de diciembre.

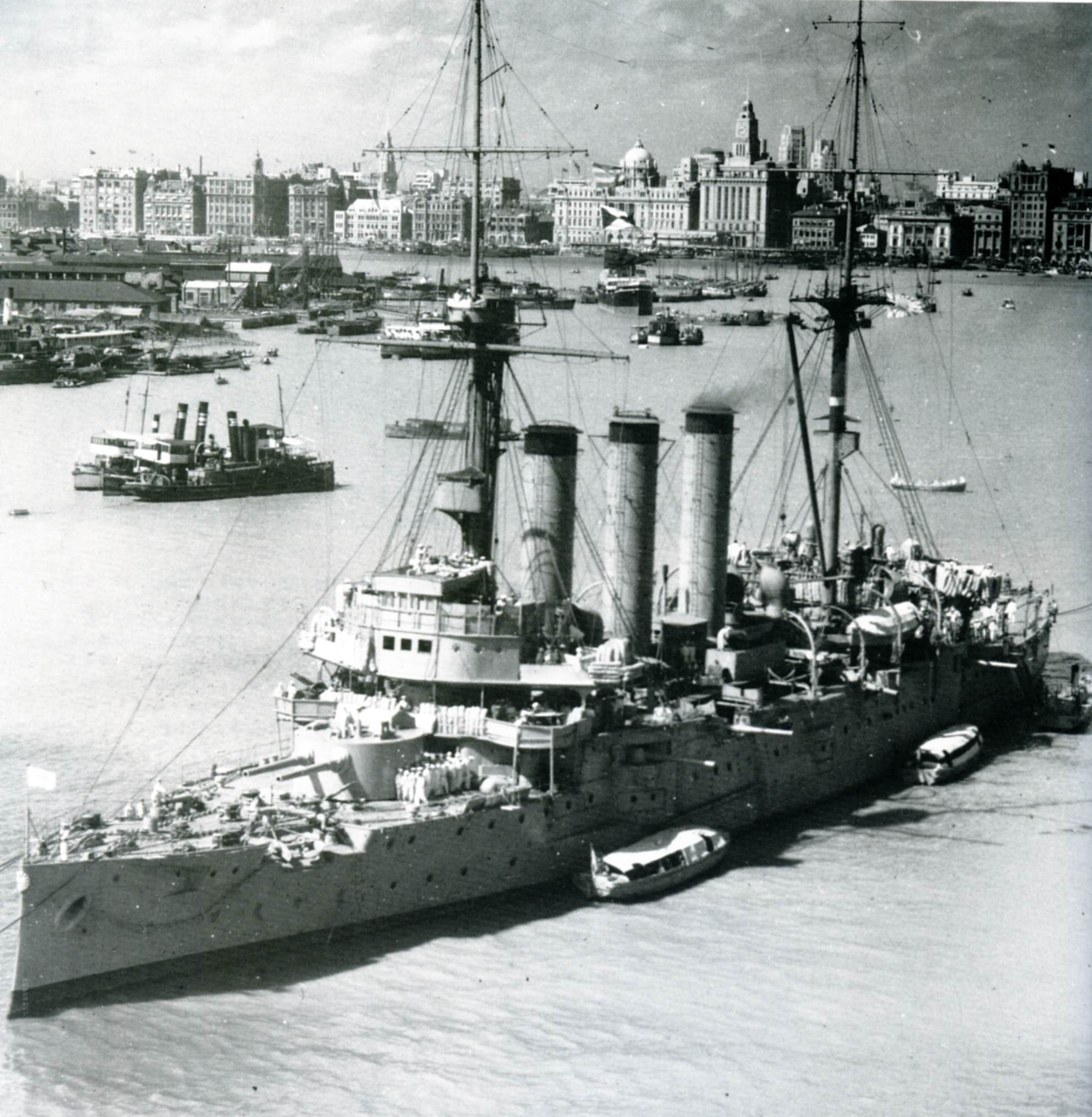
El Izumo en Shanghái, 1937

Durante la guerra ruso-japonesa, y bajo el mando del capitán Miyaoka Naoki, pasó a ser el buque insignia del vicealmirante Kamimura Hikonojō. Participó en la batalla naval de Ulsan, donde fue alcanzado más de 20 veces, y en la batalla de Tsushima.
Durante la Primera Guerra Mundial patrulló inicialmente la costa occidental americana y las islas Hawái. Posteriormente fue destinado al Mar Mediterráneo en misión de escolta de convoyes.
En el período de entreguerras, fue reclasificado como buque de defensa costera en 1921, y relegado a tareas de entrenamiento. En sucesivas revisiones de armamento se le retiraron varios de sus doce cañones QF de 12 libras, los de tiro rápido, los tubos lanzatorpedos y parte del blindaje, recibiendo un cañón antiaéreo de 80mm. También se reemplazaron sus calderas por seis calderas de tubos de agua Kanpon, lo que redujo su potencia y por tanto su velocidad.
Durante la Segunda Guerra Mundial fue dañado por una mina marina durante la campaña de las Filipinas. Pese a su antigüedad, fue reclasificado como crucero de primera clase el 1 de julio de 1942, aunque volvió a su anterior categoría de buque de entrenamiento en 1943. En 1945 su armamento antiaéreo fue notablemente incrementado. 
El 28 de julio de 1945, el Izumo resultó hundido en su base de Kure (34°14′N 132°30′E / 34.233, 132.500) durante un bombardeo aéreo estadounidense. Sin recibir ningún impacto directo, explosiones próximas iniciaron vías de agua que hicieron zozobrar al buque. Dos años después, su casco fue reflotado y desguazado.